# Хронологія світових рекордів з плавання в естафеті 4×100 метрів вільним стилем
У цій статті подано хронологію світових рекордів з плавання в естафеті 4×100 метрів вільним стилем на довгій (50 м) та короткій воді (25 м). Ці рекорди реєструє/визнає Міжнародна федерація плавання (ФІНА), яка наглядає за міжнародними змаганнями з водних видів спорту.
Різке поліпшення світових рекордів у 2008/2009 роках збіглося в часі з запровадженням поліуретанових плавальних костюмів фірм Speedo (LZR, 50% поліуретану) 2008 року та Arena (X-Glide), Adidas (Hydrofoil), Jaked (всі зі 100% поліуретану) 2009 року. У січні 2010 FINA заборонила плавальні костюми зроблені з будь-якого матеріалу окрім текстилю. Крім того, FINA опублікувала список дозволених плавальних костюмів.

## Чоловіки

### Чоловіки на довгій воді
| #  | Час     |      | Ім'я                                                                                                 | Країна      | Дата            | Змагання                                        | Місце                                                         | Пос.  |
| -- | ------- | ---- | --- | ----------- | --------------- | ----------------------------------------------- | ------------------------------------------------------------- | ----- |
| 1  | 4:10.2  |      | - Золтан Кіш - Дьюла Дьєнеш - Арпад Лендьєль - Ференц Чік                                            | Угорщина    | 26 червня 1937  | -                                               | Будапешт, Угорщина                                            |       |
| 2  | 4:06.6  |      | - Дьюла Зоємі - Іштван Короші - Еден Грофе - Ференц Чік                                              | Угорщина    | 15 серпня 1937  | -                                               | Будапешт, Угорщина                                            |       |
| 3  | 4:03.6  |      | - Германн Гайбель - Ганс Фрезе - Едвард Аскамп - Гельмут Фішер                                       | Третій Рейх | 5 березня 1938  | -                                               | Бремен, Німеччина                                             |       |
| 4  | 4:02.4  |      | - Отто Вілле - Вернер Бірр - Вернер Плат - Курт фон Екенбрехер                                       | Третій Рейх | 1 квітня 1938   | -                                               | Копенгаген, Данія                                             |       |
| 5  | 4:02.0  |      | - Дьюла Зоємі - Ференц Чік - Іштван Короші - Еден Гроф                                               | Угорщина    | 14 липня 1938   | -                                               | Будапешт, Угорщина                                            |       |
| 6  | 3:59.2  |      | - Такаші Хіросе - Отто Ярец - Пол Волф - Пітер Фік                                                   | США         | 20 серпня 1938  | -                                               | Берлін, Третій Рейх                                           |       |
| 7  | 3:54.4  |      | - Вілліс Санберн - Едвард Поп - Расселл Данкан - Говард Джонсон                                      | США         | 8 березня 1940  | -                                               | Нью-Гейвен (Коннектикут), Сполучені Штати Америки             |       |
| 8  | 3:50.8  |      | - Говард Джонсон - Річард Келлі - Едвард Поп - Френк Ліллі                                           | США         | 18 березня 1942 | -                                               | Нью-Гейвен (Коннектикут), Сполучені Штати Америки             |       |
| 9  | 3:48.6  |      | - Алан Форд - Едвард Губер - Френк Дулі - Говард Джонсон                                             | США         | 29 червня 1948  | -                                               | Нью-Гейвен (Коннектикут), Сполучені Штати Америки             |       |
| 10 | 3:47.9  |      | - Дік Томан - Дон Шефф - Вільям Фарнсворт - Рей Рейд                                                 | США         | 19 березня 1951 | -                                               | Нью-Гейвен (Коннектикут), Сполучені Штати Америки             |       |
| 11 | 3:46.8  |      | - Хіроші Судзукі - Ацуші Тані - Ґото Тору - Манабу Коґа                                              | Японія      | 6 серпня 1955   | -                                               | Токіо, Японія                                                 |       |
| 12 | 3:46.3  |      | - Ґері Чепмен - Джон Конрадс - Джефф Шиптон - Джон Девітт                                            | Австралія   | 3 травня 1958   | -                                               | Брисбен, Австралія                                            |       |
| 13 | 3:44.4  |      | - Елтон Фоллетт - Ленс Ларсон - Джефф Фаррелл - Джо Алкір                                            | США         | 21 липня 1959   | -                                               | Токіо, Японія                                                 |       |
| 14 | 3:42.5  |      | - Ален Ґотваллес - Жерар Ґропе - Жан-П'єр Куртіє - Робер Крістоф                                     | Франція     | 10 серпня 1962  | -                                               | Тьйонвіль, Франція                                            |       |
| 15 | 3:39.9  |      | - Стів Кларк - Н. Шонмен - Дон Сколландер - Ед Таунсенд                                              | США         | 4 липня 1963    | -                                               | Лос-Алтос, Сполучені Штати Америки                            |       |
| 16 | 3:36.1  |      | - Стів Кларк - Річард Мак-Доноу - Ґері Ілман - Ед Таунсенд                                           | США         | 18 серпня 1963  | -                                               | Токіо, Японія                                                 |       |
| 17 | 3:33.2  |      | - Стів Кларк (52.9 =WR) - Майк Остін - Ґері Ілман - Дон Сколландер                                   | США         | 14 жовтня 1964  | -                                               | Токіо, Японія                                                 |       |
| 18 | 3:32.6  |      | - Кен Волш - Зак Зорн - Дон Гейвенс - Ґреґ Чарлтон                                                   | США         | 28 серпня 1967  | -                                               | Токіо, Японія                                                 |       |
| 19 | 3:32.5  |      | - Зак Зорн (53.0) - Стівен Реріх (53.0) - Кен Волш (53.4) - Дон Сколландер (53.1)                    | США         | 3 вересня 1968  | Відбіркові змагання до олімпійської збірної США | Лонг-Біч, Сполучені Штати Америки                             |       |
| 20 | 3:31.7  |      | - Зак Зорн (53.4) - Стівен Реріх (52.8) - Марк Шпіц (52.7) - Кен Волш (52.8)                         | США         | 17 жовтня 1968  | Літні Олімпійські ігри 1968                     | Мехіко, Мексика                                               |       |
| 21 | 3:28.8  |      | - Дон Гейвенс - Майк Вестон - Білл Фровлі - Френк Гекл                                               | США         | 23 серпня 1970  | AAU Nationals                                   | Лос-Анджелес, Сполучені Штати Америки                         |       |
| 22 | 3:28.84 | (пз) | - Дейв Фейрбенк (52.61) - Ґері Конеллі (51.69) - Джеррі Гайденрайх (51.89) - Девід Едґар (52.63)     | США         | 28 серпня 1972  | Літні Олімпійські ігри 1972                     | Мюнхен, Федеративна Республіка Німеччина (1949—1990)          |       |
| 23 | 3:26.42 |      | - Девід Едґар (52.69) - Джон Мерфі (52.04) - Джеррі Гайденрайх (50.78) - Марк Шпіц (50.90)           | США         | 28 серпня 1972  | Літні Олімпійські ігри 1972                     | Мюнхен, Федеративна Республіка Німеччина (1949—1990)          |       |
| 24 | 3:25.17 |      | - Джо Баттом - Енді Коан - Джим Монтґомері - Том Гіккокс (50.8)                                      | США         | 1 вересня 1974  | United States–East Germany dual meet            | Конкорд, Сполучені Штати Америки                              |       |
| 25 | 3:24.85 |      | - Брюс Фернісс (51.82) - Джим Монтґомері (50.53) - Енді Коан (50.61) - Джон Мерфі (51.89)            | США         | 25 липня 1975   | Чемпіонат світу                                 | Калі (місто), Колумбія                                        |       |
| 26 | 3:21.11 |      | - Джек Бабашофф (50.31) - Джо Баттом (50.45) - Рік Демонт (50.40) - Джим Монтґомері (49.95)          | США         | 28 серпня 1977  | United States–East Germany dual meet            | Східний Берлін, НДР                                           |       |
| 27 | 3:19.74 |      | - Джек Бабашофф (51.30) - Роуді Ґейнс (49.52) - Джим Монтґомері (49.66) - Девід Маккеґґ (49.26)      | США         | 22 серпня 1978  | Чемпіонат світу                                 | Західний Берлін, Федеративна Республіка Німеччина (1949—1990) |       |
| 28 | 3:19.26 |      | - Кріс Кавано (50.13) - Робін Лімі (50.10) - Девід Маккеґґ (49.89) - Роуді Ґейнс (49.14)             | США         | 5 серпня 1982   | Чемпіонат світу                                 | Гуаякіль, Еквадор                                             |       |
| 29 | 3:19.03 |      | - Кріс Кавано (50.83) - Майк Гіт (49.60) - Метт Бйонді (49.67) - Роуді Ґейнс (48.93)                 | США         | 2 серпня 1984   | Літні Олімпійські ігри 1984                     | Лос-Анджелес, Сполучені Штати Америки                         |       |
| 30 | 3:17.08 |      | - Скотт Мак-Кадам (50.08) - Пол Воллас (49.51) - Майк Гіт (49.83) - Метт Бйонді (47.66)              | США         | 17 серпня 1985  | 1985 Pan Pacific Swimming Championships         | Токіо, Японія                                                 |       |
| 31 | 3:16.53 |      | - Кріс Джейкобс (49.63) - Трой Делбі (49.75) - Том Джеґер (49.34) - Метт Бйонді (47.81)              | США         | 23 вересня 1988 | Літні Олімпійські ігри 1988                     | Сеул, Південна Корея                                          |       |
| 32 | 3:15.11 |      | - Девід Фокс (49.32) - Джо Г'юдепол (49.11) - Джон Олсен (48.17) - Ґері Голл-молодший (48.51)        | США         | 12 серпня 1995  | 1995 Pan Pacific Swimming Championships         | Атланта, Сполучені Штати Америки                              |       |
| 33 | 3:13.67 |      | - Майкл Клім (48.18 WR) - Кріс Фідлер (48.48) - Ешлі Келлус (48.71) - Ян Торп (48.30)                | Австралія   | 16 вересня 2000 | Літні Олімпійські ігри 2000                     | Сідней, Австралія                                             |       |
| 34 | 3:13.17 |      | - Роланд Шуман (48.17) - Ліндон Фернс (48.13) - Даріан Таунсенд (48.96) - Рейк Нетлінг (47.91)       | ПАР         | 15 серпня 2004  | Літні Олімпійські ігри 2004                     | Афіни, Греція                                                 |       |
| 35 | 3:12.46 |      | - Майкл Фелпс (48.83) - Ніл Вокер (47.89) - Каллен Джонс (47.96) - Джейсон Лезак (47.78)             | США         | 19 серпня 2006  | Пантихоокеанський чемпіонат                     | Вікторія (Британська Колумбія), Канада                        |       |
| 36 | 3:12.23 | (пз) | - Натан Едрієн (48.82) - Каллен Джонс (47.61) - Бен Вайлдмен-Тобрінер (48.03) - Метт Греверс (47.77) | США         | 10 серпня 2008  | Літні Олімпійські ігри 2008                     | Пекін, Китай                                                  |       |
| 37 | 3:08.24 |      | - Майкл Фелпс (47.51) - Гаррет Вебер-Гейл (47.02) - Каллен Джонс (47.65) - Джейсон Лезак (46.06)     | США         | 11 серпня 2008  | Літні Олімпійські ігри 2008                     | Пекін, Китай                                                  | [ 2 ] |

### Чоловіки на короткій воді
| Час     | Країна       | Ім'я                                                                                               | Дата            | Місце                                 |
| ------- | ------------ | -------------------------------------------------------------------------------------------------- | --------------- | ------------------------------------- |
| 3:14.00 | Швеція       | Томмі Вернер (48.33) Андерс Гольмертц (49.07) Міхаель Седерлунд (49.10) Йоакім Гольмквіст (47.50)  | 19 березня 1989 | Мальме, Швеція                        |
| 3:13.97 | Бразилія     | Густаво Боржес (48.19) Фернандо Шерер (47.95) Хосе Карлос Соуза (49.37) Теофіло Феррейра (48.46)   | 7 липня 1993    | Сантус, Бразилія                      |
| 3:12.11 | Бразилія     | Фернандо Шерер (48.27) Теофіло Феррейра (48.28) Хосе Карлос Соуза (48.90) Густаво Боржес (46.66)   | 5 грудня 1993   | Пальма, Іспанія                       |
| 3:10.45 | Бразилія     | Фернандо Шерер (47.27) Карлус Жаймі (48.49) Алешандре Массура (47.93) Густаво Боржес (46.76)       | 20 грудня 1998  | Ріо-де-Жанейро, Бразилія              |
| 3:09.57 | Швеція       | Юган Ністрем (49.04) Ларс Фреландер (45.69) Маттіас Олін (47.87) Стефан Нюстранд (46.97)           | 16 березня 2000 | Афіни, Греція                         |
| 3:08.44 | США          | Раян Лохте (47.09) Браян Лундквіст (46.64) Натан Едрієн (46.57) Даґ Ван Ві (48.14)                 | 9 квітня 2008   | Манчестер, Велика Британія            |
| 3:04.98 | CN Marseille | Грегорі Малле (47.41) Фаб'ян Жіло (44.92) Вільям Мейнар (47.65) Фредерік Буске (45.00)             | 20 грудня 2008  | Істр, Франція                         |
| 3:03.30 | США          | Натан Едрієн (45.08) Метт Греверс (44.68) Гаррет Вебер-Гейл (47.43) Майкл Фелпс (46.11)            | 19 грудня 2009  | Манчестер, Велика Британія            |
| 3:03.03 | США          | Кайлеб Дрессел (45.66) Блейк П'єроні (45.75) Майкл Чедвік (45.86) Раян Гелд (45.76)                | 11 грудня 2018  | Ханчжоу, Китайська Народна Республіка |
| 3:02.75 | Італія       | Алессандро Мірессі (46.15) Паоло Конте Бонін (45.93) Леонардо Деплано (45.54) Томас Чеккон (45.13) | 13 грудня 2022  | Мельбурн, Австралія                   |
| 3:01.66 | США          | Джек Алексі (45,05) Люк Хобсон (45.18) Кіран Сміт (45.54) Кріс Гільяно (45,42)                     | 10 грудня 2024  | Будапешт, Угорщина                    |

## Жінки

### Жінки на довгій воді
| Час     | Країна                | Ім'я                                                                                               | Дата            | Місце                                                |
| ------- | --------------------- | -------------------------------------------------------------------------------------------------- | --------------- | ---------------------------------------------------- |
| 5:52.8  | Велика Британія       | Белл Мур (?) Дженні Флетчер (?) Енні Спірз (?) Ірен Стір (?)                                       | 15 липня 1912   | Стокгольм, Швеція                                    |
| 5:11.6  | США                   | Марґарет Вудбрідж (?) Френсіс Шрот (?) Ірен Ґест (?) Етелда Блейбтрей (?)                          | 29 серпня 1920  | Антверпен, Бельгія                                   |
| 4:58.8  | США                   | Ґертруда Едерле (?) Юфрейжа Доннеллі (?) Етел Лекі (?) Меріечен Веселау (?)                        | 20 липня 1924   | Париж, Франція                                       |
| 4:55.6  | США                   | Аделаїд Ламберт (?) Джосефін Маккім (?) Сьюзен Лейрд (?) Альбіна Осипович (?)                      | 9 серпня 1928   | Амстердам, Нідерланди                                |
| 4:47.6  | США                   | Аделаїд Ламберт (?) Еленор Ґаратті (?) Альбіна Осипович (?) Марта Нореліус (?)                     | 9 серпня 1928   | Амстердам, Нідерланди                                |
| 4:38.0  | США                   | Джосефін Маккім (?) Гелен Джонс (?) Еленор Ґаратті (?) Гелен Медісон (?)                           | 12 серпня 1932  | Лос-Анджелес, Сполучені Штати Америки                |
| 4:33.3  | Нідерланди            | Йопі Селбах (?) Анні Тіммерманс (?) Рі Мастенбрук (?) Віллі ден Ауден (?)                          | 14 квітня 1934  | Роттердам, Нідерланди                                |
| 4:32.8  | Нідерланди            | Йопі Селбах (?) Рі Мастенбрук (?) Тіні Ваґнер (?) Віллі ден Ауден (?)                              | 24 травня 1936  | Роттердам, Нідерланди                                |
| 4:29.7  | Данія                 | Ельві Свендсен (?) Ґунвор Крафт (?) Бірте Ове-Петерсен (?) Раґнгільд Гвеґер (?)                    | 8 лютого 1938   | Копенгаген, Данія                                    |
| 4:27.6  | Данія                 | Ева Арндт (?) Ґунвор Крафт (?) Бірте Ове-Петерсен (?) Раґнгільд Гвеґер (?)                         | 7 серпня 1938   | Копенгаген, Данія                                    |
| 4:27.2  | Угорщина              | Марія Літтомеріцкі (?) ева Новак (?) Ева Секей (?) Каталін Секе (?)                                | 27 квітня 1952  | Москва, Союз Радянських Соціалістичних Республік     |
| 4:24.4  | Угорщина              | Ілона Новак (1:07.8) Юдіт Темеш (1:05.8) Ева Новак (1:05.1) Каталін Секе (1:05.7)                  | 1 серпня 1952   | Гельсінкі, Фінляндія                                 |
| 4:22.3  | Австралія             | Лоррейн Крепп (?) Дон Фрейзер (?) Марґарет Ґібсон (?) Барбара Джексон (?)                          | 20 жовтня 1956  | Сідней, Австралія                                    |
| 4:19.7  | Австралія             | Лоррейн Крепп (?) Дон Фрейзер (?) Фейт Ліч (?) Марґарет Ґібсон (?)                                 | 25 жовтня 1956  | Мельбурн, Австралія                                  |
| 4:17.1  | Австралія             | Дон Фрейзер (?) Фейт Ліч (?) Сандра Морґан (?) Лоррейн Крепп (1:03.1)                              | 6 грудня 1956   | Мельбурн, Австралія                                  |
| 4:16.2  | Австралія             | Дон Фрейзер (?) Алва Колгун (?) Ілза Конрадс (?) Лоррейн Крепп (?)                                 | 6 серпня 1960   | Таунсвілл, Австралія                                 |
| 4:08.9  | США                   | Джоан Спіллейн (?) Ширлі Стобс (?) Керолін Вуд (?) Кріс фон Зальца (?)                             | 3 вересня 1960  | Рим, Італія                                          |
| 4:08.5  | Santa Clara Swim Club | Террі Стіклс (?) Донна де Варона (?) Покі Вотсон (?) Джуді Гарун (?)                               | 31 липня 1964   | Лос-Алтос (США), Сполучені Штати Америки             |
| 4:07.6  | США                   | Лінн Еллсап (?) Террі Стіклс (?) Кеті Сейдел (?) Елінор Брікер (?)                                 | 28 вересня 1964 | Лос-Анджелес, Сполучені Штати Америки                |
| 4:03.8  | США                   | Шерон Стаудер (?) Донна де Варона (?) Покі Вотсон (?) Кеті Елліс (?)                               | 15 жовтня 1964  | Токіо, Японія                                        |
| 4:03.5  | Santa Clara Swim Club | Лінда Ґуставсон (?) Ненсі Раян (?) Лора Фріц (?) Покі Вотсон (?)                                   | 19 серпня 1967  | Філадельфія, Сполучені Штати Америки                 |
| 4:01.1  | Santa Clara Swim Club | Лінда Ґуставсон (?) Покі Вотсон (?) Пем Карпінеллі (?) Джан Генне (?)                              | 6 липня 1968    | Санта-Клара, Сполучені Штати Америки                 |
| 4:00.8  | НДР                   | Ґабріеле Вецко Айріс Комар Ельке Земіш Забіне Шульце                                               | 11 вересня 1970 | Барселона, Іспанія                                   |
| 4:00.7  | США                   | Ширлі Бабашофф (?) Кім Пейтон (?) Лінда Джонсон (?) Діна Дірдурфф (?)                              | 9 вересня 1971  | Мінськ, Союз Радянських Соціалістичних Республік     |
| 3:58.11 | США                   | Кім Пейтон (?) Сенді Нілсон (?) Джейн Баркмен (?) Ширлі Бабашофф (?)                               | 18 серпня 1972  | Knoxville, Сполучені Штати Америки                   |
| 3:58.11 | НДР                   | Сільвія Айхнер (?) Ельке Земіш (?) Андреа Айфе (?) Корнелія Ендер (?)                              | 30 серпня 1972  | Мюнхен, Федеративна Республіка Німеччина (1949—1990) |
| 3:55.19 | США                   | Сенді Нілсон (?) Дженні Кемп (?) Джейн Баркмен (?) Ширлі Бабашофф (?)                              | 30 серпня 1972  | Мюнхен, Федеративна Республіка Німеччина (1949—1990) |
| 3:52.45 | НДР                   | Андреа Айфе (?) Андреа Гюбнер (?) Сільвія Айхнер (?) Корнелія Ендер (?)                            | 8 вересня 1973  | Белград, Югославія                                   |
| 3:51.99 | США                   | Енн Маршалл (?) Кім Пейтон (?) Кеті Гедді (?) Ширлі Бабашофф (?)                                   | 31 серпня 1974  | Конкорд, Сполучені Штати Америки                     |
| 3:49.37 | НДР                   | Корнелія Ендер (56.22 WR) Барбара Краузе (57.41) Клаудія Гемпель (57.97) Ute Bruckner (57.77)      | 26 липня 1975   | Cali, Колумбія                                       |
| 3:48.80 | SC Dynamo Berlin      | Роземаріе Котер (?) Андрея Поллак (?) Моніка Зельтманн (?) Барбара Краузе (?)                      | 2 червня 1976   | Східний Берлін, Німецька Демократична Республіка     |
| 3:44.82 | США                   | Кім Пейтон (56.95) Венді Боґліолі (55.81) Джилл Стеркел (55.78) Ширлі Бабашофф (56.28)             | 25 липня 1976   | Монреаль, Канада                                     |
| 3:43.43 | США                   | Трейсі Колкінс (56.57) Стефані Елкінс (55.92) Джилл Стеркел (55.70) Сінтія Вудгед (55.24)          | 26 серпня 1978  | Західний Берлін                                      |
| 3:42.71 | НДР                   | Барбара Краузе (54.90) Карен Мещук (55.61) Інес Дірс (55.90) Заріна Гюльзенбек (56.30)             | 27 липня 1980   | Москва, Союз Радянських Соціалістичних Республік     |
| 3:42.41 | НДР                   | Бірґіт Майнеке (?) Крістін Отто (?) Карен Кеніґ (?) Гайке Фрідріх (?)                              | 21 серпня 1984  | Москва, Союз Радянських Соціалістичних Республік     |
| 3:40.57 | НДР                   | Крістін Отто (54.73 WR) Мануела Штельмах (54.96) Забіна Шульце (55.52) Гайке Фрідріх (55.36)       | 19 серпня 1986  | Мадрид, Іспанія                                      |
| 3:39.46 | США                   | Нікол Гейслетт (55.33) Дара Торрес (55.33) Анджел Мартіно (54.79) Дженні Томпсон (54.01)           | 28 липня 1992   | Барселона, Іспанія                                   |
| 3:37.91 | КНР                   | Ле Цзін'ї (54.31) Шань Їн (54.38) Ле Їн (55.09) Люй Бінь (54.13)                                   | 7 вересня 1994  | Рим, Італія                                          |
| 3:36.61 | США                   | Емі Ван Дікен (55.08) Дара Торрес (53.51) Кортні Шилі (54.40) Дженні Томпсон (53.62)               | 16 вересня 2000 | Сідней, Австралія                                    |
| 3:36.00 | Німеччина             | Катрін Майснер (54.82) Петра Даллманн (53.95) Зандра Фелькер (53.59) Францишка ван Альмсік (53.64) | 29 липня 2002   | Берлін, Німеччина                                    |
| 3:35.94 | Австралія             | Еліс Міллс (54.75) Ліббі Лентон (53.57) Петрія Томас (54.67) Джоді Генрі (52.95)                   | 14 серпня 2004  | Афіни, Греція                                        |
| 3:35.22 | Німеччина             | Петра Даллманн (54.53) Даніела Ґец (53.87) Брітта Штеффен (52.66) Анніка Лурц (54.16)              | 31 липня 2006   | Будапешт, Угорщина                                   |
| 3:33.62 | Нідерланди            | Інґе Деккер (53.77) Раномі Кромовідьойо (53.61) Фемке Гемскерк (53.62) Марлен Велдгойс (52.62)     | 18 березня 2008 | Ейндговен, Нідерланди                                |
| 3:31.72 | Нідерланди            | Інґе Деккер (53.61) Раномі Кромовідьойо (52.30) Фемке Гемскерк (53.03) Марлен Велдгойс (52.78)     | 26 липня 2009   | Рим, Італія                                          |
| 3:30.98 | Австралія             | Бронте Кемпбелл (53.15) Мелані Скленджер (52.76) Емма Маккеон (52.91) Кейт Кемпбелл (52.16)        | 24 липня 2014   | Глазго, Шотландія                                    |
| 3:30.65 | Австралія             | Емма Маккеон (53.41) Бріттані Елмслі (53.12) Бронте Кемпбелл (52.15) Кейт Кемпбелл (51.97)         | 6 серпня 2016   | Ріо-де-Жанейро, Бразилія                             |
| 3:30.05 | Австралія             | Шейна Джек (54.03) Бронте Кемпбелл (52.03) Емма Маккеон (52.99) Кейт Кемпбелл (51.00)              | 5 квітня 2018   | Голд-Кост, Австралія                                 |
| 3:29.69 | Австралія             | Бронте Кемпбелл (53.01) Меґ Гарріс (53.09) Емма Маккеон (51.35) Кейт Кемпбелл (52.24)              | 25 липня 2021   | Токіо, Японія                                        |
| 3:27.96 | Австралія             | Моллі О'Каллаган (52.08) Шейна Джек (51.69) Меґ Гарріс (52.29) Емма Маккеон (51.90)                | 23 липня 2023   | Фукуока (Японія)                                     |

### Жінки на короткій воді
| Час     | Країна     | Ім'я                                                                                                | Дата           | Місце                                |
| ------- | ---------- | --------------------------------------------------------------------------------------------------- | -------------- | ------------------------------------ |
| 3:35.97 | КНР        | Люй Бінь (-) Шань Їн (-) Цзя Юаньюань (-) Ле Цзін'ї (-)                                             | 4 грудня 1993  | Пальма, Іспанія                      |
| 3:34.55 | КНР        | Ле Цзін'ї (53.32) Чао На (54.33) Шань Їн (53.55) Нянь Їнь (52.55)                                   | 19 квітня 1997 | Гетеборг, Швеція                     |
| 3:33.32 | Нідерланди | Інґе Деккер (53.52) Гінкелін Схредер (53.63) Шанталь Ґрот (54.00) Марлен Велдгойс (52.17)           | 8 квітня 2006  | Шанхай, Китайська Народна Республіка |
| 3:31.66 | Австралія  | Ліббі Лентон (51.91) Мелані Скленджер (53.23) Шейн Різ (53.27) Еліс Міллс (53.25)                   | 2 вересня 2007 | Мельбурн, Австралія                  |
| 3:30.85 | Нідерланди | Гінкелін Схредер (53.40) Фемке Гемскерк (52.95) Раномі Кромовідьойо (52.97) Марлен Велдгойс (51.53) | 9 вересня 2007 | Ейндговен, Нідерланди                |
| 3:29.42 | Нідерланди | Гінкелін Схредер (53.62) Фемке Гемскерк (52.61) Інґе Деккер (51.76) Марлен Велдгойс (51.43)         | 12 квітня 2008 | Манчестер, Велика Британія           |
| 3:28.22 | Нідерланди | Гінкелін Схредер (52.88) Інґе Деккер (52.24) Раномі Кромовідьойо (52.12) Марлен Велдгойс (50.98)    | 19 грудня 2008 | Амстердам, Нідерланди                |
| 3:26.53 | Нідерланди | Інґе Деккер (52.39) Фемке Гемскерк (50.58) Мод ван дер Мер (52.55) Раномі Кромовідьойо (51.01)      | 5 грудня 2014  | Доха, Катар                          |
| 3:25.43 | Австралія  | Моллі О'Каллаган (52.19) Медісон Вілсон (51.28) Меґ Гарріс (52.00) Емма Маккеон (49.96)             | 13 грудня 2022 | Мельбурн, Австралія                  |
| 3:25.01 | США        | Кейт Дуглас (50,95) Кетрін Беркофф 51,38) Алекс Шекелл (52,01) Гретхен Волш (50,67)                 | 10 грудня 2022 | Будапешт, Угорщина                   |

## Змішані
У цій дисципліні ФІНА визнає рекорди лише на довгій воді.
| # | Час     |  | Ім'я | Країна                      | Дата            | Змагання                          | Місце                               | Пос.          |
| - | ------- |  | --- | --------------------------- | --------------- | --------------------------------- | ----------------------------------- | ------------- |
| 1 | 3:45.38 |  | - Ліндсі Врумен (58.08) - Кейт Фледербах (58.44) - Стів Шмул (55.90) - Джексон Міллер (52.96)            | Indiana University Hoosiers | 26 вересня 2013 | IU Fall Frenzy                    | Блумінгтон, Сполучені Штати Америки | [ 3 ] [ 4 ]   |
| 2 | 3:23.29 |  | - Томмасо Д'Орсонья (49.65) - Кейт Кемпбелл (52.83) - Джеймс Магнуссен (47.29) - Бронте Кемпбелл (53.52) | Австралія                   | 1 лютого 2014   | BHP Billiton Aquatic Super Series | Перт, Австралія                     | [ 5 ]         |
| 3 | 3:23.05 |  | - Раян Лохте (48.79) - Натан Едрієн (47.29) - Сімоне Мануель (53.66) - Міссі Франклін (53.31)            | США                         | 8 серпня 2015   | Чемпіонат світу                   | Казань, Росія                       | [ 6 ]         |
| 4 | 3:19.60 |  | - Кайлеб Дрессел (47.22) - Натан Едрієн (47.49) - Меллорі Комерфорд (52.71) - Сімоне Мануель (52.18)     | США                         | 29 липня 2017   | Чемпіонат світу                   | Будапешт, Угорщина                  | [ 7 ]         |
| 5 | 3:19.40 |  | - Кайлеб Дрессел (47.34) - Зак Еппл (47.34) - Меллорі Комерфорд (52.72) - Сімоне Мануель (52.00)         | США                         | 27 липня 2019   | Чемпіонат світу                   | Кванджу, Південна Корея             | [ 8 ]         |
| 6 | 3:19.38 |  | - Джек Картрайт (48.12) - Кайл Чалмерс (46.98) - Медісон Вілсон (52.25) - Моллі О'Каллаган (52.03)       | Австралія                   | 24 червня 2022  | Чемпіонат світу                   | Будапешт, Угорщина                  | [ 9 ]         |
| 7 | 3:18.83 |  | - Джек Картрайт (48.14) - Кайл Чалмерс (47.25) - Шейна Джек (51.73) - Моллі О'Каллаган (51.71)           | Австралія                   | 29 липня 2023   | Чемпіонат світу                   | Фукуока, Японія                     | [ 10 ] [ 11 ] |
| 8 | 3:18.48 |  | - Джек Алексі (46.91) - Патрік Семмон (46.70) - Кейт Дуглас (52.43) - Торрі Гаск (52.44)                 | США                         | 2 серпня 2025   | Чемпіонат світу                   | Сінгапур, Сінгапур                  |               |

## Найкращі 10 за увесь час за країнами

### Чоловіки на довгій воді
- Актуально станом на вересень 2023[13]

| Міс. | Час     | Плавець | Країна          | Дата            | Місце    | Пос.   |
| ---- | ------- | --- | --------------- | --------------- | -------- | ------ |
| 1    | 3:08.24 | Майкл Фелпс (47.51) Гаррет Вебер-Гейл (47.02) Каллен Джонс (47.65) Джейсон Лезак (46.06)                                              | США             | 11 серпня 2008  | Пекін    |        |
| 2    | 3:08.32 | Аморі Лево (47.91) Фаб'ян Жіло (47.05) Фредерік Буске (46.63) Ален Бернар (46.73)                                                     | Франція         | 11 серпня 2008  | Пекін    |        |
| 3    | 3:09.52 | Лагунов Євген Олександрович (47.90) Гречин Андрій Володимирович (47.00) Данило Ізотов (47.23) Сухоруков Олександр Миколайович (47.39) | Росія           | 26 липня 2009   | Рим      |        |
| 4    | 3:09.91 | Імон Саллівен (47.24) Ендрю Лотерстейн (47.87) Ешлі Келлус (47.55) Метт Тарґетт (47.25)                                               | Австралія       | 11 серпня 2008  | Пекін    |        |
| 5    | 3:10.11 | Алессандро Мірессі (47.72) Томас Чеккон (47.45) Лоренцо Дзадзері (47.31) Мануель Фріго (47.63)                                        | Італія          | 26 липня 2021   | Токіо    | [ 14 ] |
| 6    | 3:10.34 | Gabriel Santos (48.30) Марсело Черігіні (46.85) Сезар Сьєло Фільйо (48.01) Бруно Фратус (47.18)                                       | Бразилія        | 23 липня 2017   | Будапешт |        |
| 7    | 3:10.82 | Брент Гейден (47.99) Джошуа Льєндо (47.51) Юрі Кісіл (47.15) Маркус Тормеєр (48.17)                                                   | Канада          | 26 липня 2021   | Токіо    | [ 14 ] |
| 8    | 3:10.88 | Пань Чжаньле (47.06) Chen Juner (48.00) Хун Цзіньцюань (48.27) Wang Haoyu (47.55)                                                     | Китай           | 28 вересня 2023 | Ханчжоу  | [ 15 ] |
| 9    | 3:11.06 | Кріштоф Мілак (48.24) Себастьян Сабо (47.44) Річард Бохуш (47.81) Нандор Немет (47.57)                                                | Угорщина        | 26 липня 2021   | Токіо    | [ 14 ] |
| 10   | 3:11.14 | Льюїс Беррас (48.09) Джекоб Віттл (47.91) Метт Річардс (48.19) Том Дін (46.95)                                                        | Велика Британія | 18 червня 2022  | Будапешт | [ 16 ] |

### Чоловіки на короткій воді
- Актуально станом на грудень 2022[17]

| Міс. | Час     | Плавець                                                                                               | Країна     | Дата           | Місце    | Пос.   |
| ---- | ------- | --- | ---------- | -------------- | -------- | ------ |
| 1    | 3:02.75 | Алессандро Мірессі (46.15) Паоло Конте Бонін (45.93) Леонардо Деплано (45.54) Томас Чеккон (45.13)    | Італія     | 13 грудня 2022 | Мельбурн | [ 18 ] |
| 2    | 3:03.03 | Кайлеб Дрессел (45.66) Блейк П'єроні (45.75) Майкл Чедвік (45.86) Раян Гелд (45.76)                   | США        | 11 грудня 2018 | Ханчжоу  |        |
| 3    | 3:03.11 | Владислав Гриньов (46.38) Сергій Фесіков (46.21) Володимир Морозов (45.06) Климент Колесников (45.46) | Росія      | 11 грудня 2018 | Ханчжоу  |        |
| 4    | 3:03.78 | Клеман Міньйон (47.05) Фаб'ян Жіло (46.13) Флоран Маноду (44.80) Мегді Метелла (45.80)                | Франція    | 3 грудня 2014  | Доха     |        |
| 5    | 3:04.63 | Флінн Саутем (47.04) Метью Темпл (46.06) Thomas Neill (46.55) Кайл Чалмерс (44.98)                    | Австралія  | 13 грудня 2022 | Мельбурн | [ 18 ] |
| 6    | 3:05.15 | Матеус Сантана (46.83) Марсело Черігіні (46.37) Сезар Сьєло Фільйо (46.34) Брено Коррея (45.61)       | Бразилія   | 11 грудня 2018 | Ханчжоу  |        |
| 7    | 3:06.10 | Стан Пейненбург (46.64) Том Де Бур (46.60) Нілс Корстаньє (46.82) Єссе Пютс (46.04)                   | Нідерланди | 16 грудня 2021 | Абу-Дабі | [ 19 ] |
| 8    | 3:07.10 | Руслан Ґазієв (47.08) Юрі Кісіл (46.41) Хав'єр Асеведо (46.18) Ilya Kharun (47.43)                    | Канада     | 13 грудня 2022 | Мельбурн | [ 18 ] |
| 9    | 3:07.19 | Sergio de Celis (46.90) Luis Domínguez (46.63) Mario Mollà (46.44 ) Carles Coll (47.22)               | Іспанія    | 13 грудня 2022 | Мельбурн | [ 18 ] |
| 10   | 3:07.54 | Яспер Арентс (47.59) Пітер Тіммерс (46.08) Еммануель Ванлюшен (46.60) Гленн Сюргелосе (47.27)         | Бельгія    | 3 грудня 2014  | Доха     |        |

### Жінки на довгій воді
- Актуально станом на липень 2023[20]

| Міс. | Час     | Плавчиня                                                                                            | Країна          | Дата          | Місце          | Пос.   |
| ---- | ------- | --------------------------------------------------------------------------------------------------- | --------------- | ------------- | -------------- | ------ |
| 1    | 3:27.96 | Моллі О'Каллаган (52.08) Шейна Джек (51.69) Меґ Гарріс (52.29) Емма Маккеон (51.90)                 | Австралія       | 23 липня 2023 | Фукуока        | [ 21 ] |
| 2    | 3:31.02 | Меллорі Комерфорд (52.98) Еббі Вейтцейл (52.66) Келсі Воррелл (53.46) Сімоне Мануель (51.92)        | США             | 21 липня 2019 | Кванджу        |        |
| 3    | 3:31.72 | Інґе Деккер (53.61) Раномі Кромовідьойо (52.30) Фемке Гемскерк (53.03) Марлен Велдгойс (52.78)      | Нідерланди      | 26 липня 2009 | Рим            |        |
| 4    | 3:31.78 | Кайла Санчес (53.72) Тейлор Рак (52.19) Пенні Олексяк (52.69) Меґґі Мак-Ніл (53.18)                 | Канада          | 21 липня 2019 | Кванджу        |        |
| 5    | 3:31.83 | Брітта Штеффен (52.22) Даніела Самульскі (53.49) Петра Даллманн (53.75) Даніела Шрайбер (52.37)     | Німеччина       | 26 липня 2009 | Рим            |        |
| 6    | 3:32.40 | Чен Юйцзє (53.36) Ян Цзюньсюань (53.53) У Цінфен (52.64) Чжан Юйфей (52.84)                         | Китай           | 23 липня 2023 | Фукуока        | [ 21 ] |
| 7    | 3:33.90 | Анна Гопкін (53.67) Люсі Гоуп (53.53) Еббі Вуд (54.19) Фрея Андерсон (52.51)                        | Велика Британія | 23 липня 2023 | Фукуока        | [ 21 ] |
| 8    | 3:33.94 | Сара Шестрем (51.71) Мішель Колеман (52.68) Іда Ліндборг (55.59) Луїс Ганссон (53.96)               | Швеція          | 23 липня 2017 | Будапешт       |        |
| 9    | 3:35.56 | Пернілле Блуме (53.15) Сігне Бро (53.19) Юліє Кепп Єнсен (54.72) Джанетт Оттесен (54.50)            | Данія           | 24 липня 2021 | Токіо          |        |
| 10   | 3:35.90 | Еріка Феррайолі (54.91) Сільвія ді П'єтро (53.96) Аглая Пеццато (53.86) Федеріка Пеллегріні (53.17) | Італія          | 6 серпня 2016 | Ріо-де-Жанейро |        |

### Жінки на короткій воді
- Актуально станом на грудень 2022[22]

| Міс. | Час     | Плавчиня                                                                                            | Країна     | Дата           | Місце    | Пос.   |
| ---- | ------- | --------------------------------------------------------------------------------------------------- | ---------- | -------------- | -------- | ------ |
| 1    | 3:25.43 | Моллі О'Каллаган (52.19) Медісон Вілсон (51.28) Меґ Гарріс (52.00) Емма Маккеон (49.96)             | Австралія  | 13 грудня 2022 | Мельбурн | [ 23 ] |
| 2    | 3:26.29 | Торрі Гаск (51.73) Кейт Дуглас (51.17) Клер Курзан (51.59) Еріка Браун (51.80)                      | США        | 13 грудня 2022 | Мельбурн | [ 23 ] |
| 3    | 3:26.53 | Інґе Деккер (52.39) Фемке Гемскерк (50.58) Мод ван дер Мер (52.55) Раномі Кромовідьойо (51.01)      | Нідерланди | 5 грудня 2014  | Доха     |        |
| 4    | 3:28.06 | Rebecca Smith (52.68) Тейлор Рак (51.49) Меґґі Мак-Ніл (51.11) Кетрін Савард (52.78)                | Канада     | 13 грудня 2022 | Мельбурн | [ 24 ] |
| 5    | 3:28.80 | Сара Шестрем (51.45) Мішель Колеман (52.06) Софі Ханссон (53.41) Луїс Ганссон (51.88)               | Швеція     | 16 грудня 2021 | Абу-Дабі | [ 25 ] |
| 6    | 3:29.48 | Еріка Феррайолі (52.70) Сільвія ді П'єтро (52.30) Аглая Пеццато (52.72) Федеріка Пеллегріні (51.76) | Італія     | 5 грудня 2014  | Доха     |        |
| 7    | 3:29.81 | Тан І (52.27) Чжу Цяньвей (52.60) Пан Цзяїн (52.94) Лі Чжеси (52.00)                                | Китай      | 18 грудня 2010 | Дубай    |        |
| 8    | 3:29.86 | Джанетт Оттесен (51.91) Julie Levisen (53.26) Міе Нільсен (52.03) Пернілле Блуме (52.66)            | Данія      | 5 грудня 2014  | Доха     |        |
| 9    | 3:31.55 | Марія Камєнєва (52.60) Ekaterina Nikonova (52.97) Аріна Суркова (53.32) Daria S. Ustinova (52.66)   | Росія      | 16 грудня 2021 | Абу-Дабі | [ 25 ] |
| 10   | 3:31.68 | Tomomi Aoki (53.33) Aya Sato (52.60) Імай Руна (53.12) Іґарасі Тіхіро (52.63)                       | Японія     | 11 грудня 2018 | Ханчжоу  |        |

### Змішані на довгій воді
- Актуально станом на лютий 2024[26]

| Міс. | Час     | Плавець(чиня)                                                                                         | Країна          | Дата           | Місце    | Пос.   |
| ---- | ------- | --- | --------------- | -------------- | -------- | ------ |
| 1    | 3:18.83 | Джек Картрайт (48.14) Кайл Чалмерс (47.25) Шейна Джек (51.73) Моллі О'Каллаган (51.71)                | Австралія       | 29 липня 2023  | Фукуока  | [ 27 ] |
| 2    | 3:19.40 | Кайлеб Дрессел (47.34) Зак Еппл (47.34) Меллорі Комерфорд (52.72) Сімоне Мануель (52.00)              | США             | 27 липня 2019  | Кванджу  |        |
| 3    | 3:20.61 | Джошуа Льєндо (48.02) Хав'єр Асеведо (47.96) Кайла Санчес (52.52) Пенні Олексяк (52.11)               | Канада          | 24 червня 2022 | Будапешт | [ 28 ] |
| 4    | 3:21.18 | Пань Чжаньле (47.29) Wang Haoyu (47.41) Лі Бінцзє (53.11) Юй Їтін (53.37)                             | Китай           | 17 лютого 2024 | Доха     | [ 29 ] |
| 5    | 3:21.68 | Метт Річардс (47.83) Данкан Скотт (47.46) Анна Гопкін (53.30) Фрея Андерсон (53.09)                   | Велика Британія | 29 липня 2023  | Фукуока  | [ 27 ] |
| 6    | 3:21.81 | Бен Схвітерс (49.12) Кайл Стольк (47.80) Фемке Гемскерк (52.33) Раномі Кромовідьойо (52.56)           | Нідерланди      | 29 липня 2017  | Будапешт |        |
| 7    | 3:22.07 | Жеремі Страв'юс (48.81) Мегді Метелла (47.45) Марі Ваттель (53.47) Шарлотт Бонне (52.34)              | Франція         | 8 серпня 2018  | Лондон   |        |
| 8    | 3:22.64 | Алессандро Мірессі (47.63) Томас Чеккон (47.59) Федеріка Пеллегріні (53.58) Сільвія ді П'єтро (53.84) | Італія          | 22 травня 2021 | Будапешт | [ 30 ] |
| 9    | 3:22.72 | Владислав Гриньов (48.42) Володимир Морозов (47.31) Марія Камєнєва (52.95) Daria Ustinova (54.04)     | Росія           | 27 липня 2019  | Кванджу  |        |
| 10   | 3:24.67 | Накамура Кацумі (48.49) Мацумото Кацухіро (47.99) Омото Ріка (54.36) Aya Sato (53.83)                 | Японія          | 27 липня 2019  | Кванджу  |        |

## Найкращі 25 за увесь час

### Чоловіки на довгій воді
- Актуально станом на липень 2023[13]

| Міс. | Час     | Плавець | Країна    | Дата           | Місце          | Пос.   |
| ---- | ------- | --- | --------- | -------------- | -------------- | ------ |
| 1    | 3:08.24 | Майкл Фелпс (47.51) Гаррет Вебер-Гейл (47.02) Каллен Джонс (47.65) Джейсон Лезак (46.06)                                              | США       | 11 серпня 2008 | Пекін          |        |
| 2    | 3:08.32 | Аморі Лево (47.91) Фаб'ян Жіло (47.05) Фредерік Буске (46.63) Ален Бернар (46.73)                                                     | Франція   | 11 серпня 2008 | Пекін          |        |
| 3    | 3:08.97 | Кайлеб Дрессел (47.26) Блейк П'єроні (47.58) Боув Беккер (47.44) Зак Еппл (46.69)                                                     | США       | 26 липня 2021  | Токіо          | [ 14 ] |
| 4    | 3:09.06 | Кайлеб Дрессел (47.63) Блейк П'єроні (47.49) Зак Еппл (46.86) Натан Едрієн (47.08)                                                    | США       | 21 липня 2019  | Кванджу        |        |
| 5    | 3:09.21 | Майкл Фелпс (47.78) Раян Лохте (47.03) Метт Греверс (47.61) Натан Едрієн (46.79)                                                      | США       | 26 липня 2009  | Рим            |        |
| 6    | 3:09.34 | Кайлеб Дрессел (47.67) Раян Гелд (46.99) Джастін Ресс (47.48) Брукс Керрі (47.20)                                                     | США       | 18 червня 2022 | Будапешт       | [ 16 ] |
| 7    | 3:09.52 | Лагунов Євген Олександрович (47.90) Гречин Андрій Володимирович (47.00) Данило Ізотов (47.23) Сухоруков Олександр Миколайович (47.39) | Росія     | 26 липня 2009  | Рим            |        |
| 8    | 3:09.89 | Фаб'ян Жіло (47.73) Ален Бернар (46.46) Грегорі Малле (48.28) Фредерік Буске (47.42)                                                  | Франція   | 26 липня 2009  | Рим            |        |
| 9    | 3:09.91 | Імон Саллівен (47.24) Ендрю Лотерстейн (47.87) Ешлі Келлус (47.55) Метт Тарґетт (47.25)                                               | Австралія | 11 серпня 2008 | Пекін          |        |
| 10   | 3:09.92 | Кайлеб Дрессел (48.10) Майкл Фелпс (47.12) Раян Гелд (47.73) Натан Едрієн (46.97)                                                     | США       | 7 серпня 2016  | Ріо-де-Жанейро |        |
| 11   | 3:09.93 | Аморі Лево (48.13) Фаб'ян Жіло (47.67) Клеман Лефер (47.39) Яннік Аньєль (46.74)                                                      | Франція   | 29 липня 2012  | Лондон         |        |
| 12   | 3:09.97 | Владислав Гриньов (47.83) Володимир Морозов (47.62) Климент Колесников (47.50) Євген Рилов (47.02)                                    | Росія     | 21 липня 2019  | Кванджу        |        |
| 13   | 3:10.06 | Кайлеб Дрессел (47.26) Тавнлі Гаас (47.46) Блейк П'єроні (48.09) Натан Едрієн (47.25)                                                 | США       | 23 липня 2017  | Будапешт       |        |
| 14   | 3:10.11 | Алессандро Мірессі (47.72) Томас Чеккон (47.45) Лоренцо Дзадзері (47.31) Мануель Фріго (47.63)                                        | Італія    | 26 липня 2021  | Токіо          | [ 14 ] |
| 15   | 3:10.16 | Джек Картрайт (47.84) Флінн Саутем (47.85) Kai Taylor (47.91) Кайл Чалмерс (46.56)                                                    | Австралія | 13 липня 2023  | Фукуока        | [ 31 ] |
| 16   | 3:10.22 | Метью Темпл (48.07) Зак Інсерті (47.55) Alexander Graham (48.16) Кайл Чалмерс (46.44)                                                 | Австралія | 26 липня 2021  | Токіо          | [ 14 ] |
| 17   | 3:10.29 | Алессандро Мірессі (47.46) Санто Кондореллі (47.90) Лоренцо Дзадзері (47.29) Мануель Фріго (47.64)                                    | Італія    | 25 липня 2021  | Токіо          |        |
| 18   | 3:10.34 | Gabriel Santos (48.30) Марсело Черігіні (46.85) Сезар Сьєло Фільйо (48.01) Бруно Фратус (47.18)                                       | Бразилія  | 23 липня 2017  | Будапешт       |        |
| 19   | 3:10.38 | Натан Едрієн (47.89) Майкл Фелпс (47.15) Каллен Джонс (47.60) Раян Лохте (47.74)                                                      | США       | 29 липня 2012  | Лондон         |        |
| 20   | 3:10.41 | Андрій Мінаков (48.18) Aleksandr Shchegolev (47.64) Владислав Гриньов (47.49) Климент Колесников (47.10)                              | Росія     | 17 травня 2021 | Будапешт       | [ 32 ] |
| 21   | 3:10.49 | Алессандро Мірессі (47.54) Мануель Фріго (47.79) Лоренцо Дзадзері (48.13) Томас Чеккон (47.03)                                        | Італія    | 13 липня 2023  | Фукуока        | [ 31 ] |
| 22   | 3:10.50 | Алессандро Мірессі (47.76) Томас Чеккон (47.88) Лоренцо Дзадзері (47.60) Мануель Фріго (47.26)                                        | Італія    | 14 серпня 2022 | Рим            | [ 33 ] |
| 23   | 3:10.53 | Мегді Метелла (48.08) Фаб'ян Жіло (48.20) Флоран Маноду (47.14) Жеремі Страв'юс (47.11)                                               | Франція   | 7 серпня 2016  | Ріо-де-Жанейро |        |
| 24   | 3:10.74 | Мегді Метелла (48.37) Флоран Маноду (47.93) Фаб'ян Жіло (47.08) Жеремі Страв'юс (47.36)                                               | Франція   | 2 серпня 2015  | Казань         |        |
| 25   | 3:10.80 | Сезар Сьєло Фільйо (47.09) Nicolas Oliveira (47.39) Guilherme Roth (48.15) Fernando Silva (48.17)                                     | Бразилія  | 26 липня 2009  | Рим            |        |
| 25   | 3:10.80 | Гантер Армстронґ (48.34) Раян Гелд (47.13) Джастін Ресс (47.57) Брукс Керрі (47.76)                                                   | США       | 18 червня 2022 | Будапешт       | [ 34 ] |
| 25   | 3:10.80 | William Yang (48.41) Метью Темпл (48.17) Джек Картрайт (47.62) Кайл Чалмерс (46.60)                                                   | Австралія | 18 червня 2022 | Будапешт       | [ 16 ] |

### Чоловіки на короткій воді
- Актуально станом на грудень 2022[17]

| Міс. | Час     | Плавець                                                                                                   | Країна або клуб                                                             | Дата              | Місце      | Пос.   |
| ---- | ------- | --- | --------------------------------------------------------------------------- | ----------------- | ---------- | ------ |
| 1    | 3:02.75 | Алессандро Мірессі (46.15) Паоло Конте Бонін (45.93) Леонардо Деплано (45.54) Томас Чеккон (45.13)        | Італія                                                                      | 13 грудня 2022    | Мельбурн   | [ 18 ] |
| 2    | 3:02.78 | Євген Рилов (46.09) Климент Колесников (45.25) Чад ле Клос (45.40) Флоран Маноду (46.04)                  | Energy Standard · Росія · Росія · ПАР · Франція                             | 21 листопада 2020 | Будапешт   | [ 35 ] |
| 3    | 3:03.03 | Кайлеб Дрессел (45.66) Блейк П'єроні (45.75) Майкл Чедвік (45.86) Раян Гелд (45.76)                       | США                                                                         | 11 грудня 2018    | Ханчжоу    | [ 36 ] |
| 4    | 3:03.11 | Владислав Гриньов (46.38) Сергій Фесіков (46.21) Володимир Морозов (45.06) Климент Колесников (45.46)     | Росія                                                                       | 11 грудня 2018    | Ханчжоу    | [ 36 ] |
| 5    | 3:03.30 | Натан Едрієн (45.08) Метт Греверс (44.68) Гаррет Вебер-Гейл (47.43) Майкл Фелпс (46.11)                   | США                                                                         | 19 грудня 2009    | Manchester | [ 37 ] |
| 6    | 3:03.45 | Климент Колесников (46.44) Андрій Мінаков (45.61) Владислав Гриньов (45.87) Aleksandr Shchegolev (45.53)  | Росія                                                                       | 16 грудня 2021    | Абу-Дабі   | [ 19 ] |
| 7    | 3:03.46 | Кайлеб Дрессел (45.18) Кацпер Майхшак (46.53) Tate Jackson (46.33) Джастін Ресс (45.42)                   | Cali Condors · США · Польща · США · США                                     | 21 листопада 2020 | Будапешт   | [ 35 ] |
| 8    | 3:03.61 | Алессандро Мірессі (46.12) Томас Чеккон (45.71) Леонардо Деплано (45.98) Лоренцо Дзадзері (45.80)         | Італія                                                                      | 16 грудня 2021    | Абу-Дабі   | [ 19 ] |
| 9    | 3:03.78 | Клеман Міньйон (47.05) Фаб'ян Жіло (46.13) Флоран Маноду (44.80) Мегді Метелла (45.80)                    | Франція                                                                     | 3 грудня 2014     | Доха       | [ 38 ] |
| 10   | 3:04.18 | Володимир Морозов (45.51) Сергій Фесіков (46.01) Данило Ізотов (45.79) Поліщук Михайло Михайлович (46.87) | Росія                                                                       | 3 грудня 2014     | Доха       | [ 38 ] |
| 11   | 3:04.46 | Алессандро Мірессі (46.08) Леонардо Деплано (46.19) Мануель Фріго (46.51) Паоло Конте Бонін (45.68)       | Італія                                                                      | 13 грудня 2022    | Мельбурн   | [ 39 ] |
| 12   | 3:04.47 | Ділан Картер (46.39) Зак Інсерті (46.87) Данкан Скотт (46.09) Кайл Чалмерс (45.12)                        | London Roar · Trinidad and Tobago · Австралія · Велика Британія · Австралія | 25 листопада 2021 | Ейндговен  | [ 40 ] |
| 13   | 3:04.55 | Кайл Чалмерс (45.53) Накамура Кацумі (46.63) Зак Інсерті (46.49) Ділан Картер (45.90)                     | London Roar · Австралія · Японія · Австралія · Trinidad and Tobago          | 20 листопада 2021 | Ейндговен  | [ 41 ] |
| 14   | 3:04.63 | Флінн Саутем (47.04) Метью Темпл (46.06) Thomas Neill (46.55) Кайл Чалмерс (44.98)                        | Австралія                                                                   | 13 грудня 2022    | Мельбурн   | [ 18 ] |
| 15   | 3:04.78 | Максім Руні (46.26) Том Шілдс (46.05) Крістіан Голомєєв (45.76) Ділан Картер (46.71)                      | LA Current · США · США · Греція · Trinidad and Tobago                       | 15 листопада 2020 | Будапешт   | [ 42 ] |
| 15   | 3:04.78 | Ален Бернар (46.78) Фредерік Буске (45.92) Фаб'ян Жіло (45.75) Яннік Аньєль (46.33)                       | Франція                                                                     | 15 грудня 2010    | Дубай      | [ 43 ] |
| 17   | 3:04.82 | Лагунов Євген Олександрович (46.68) Сергій Фесіков (45.87) Микита Лобінцев (45.79) Данило Ізотов (46.48)  | Росія                                                                       | 15 грудня 2010    | Дубай      | [ 43 ] |
| 18   | 3:04.93 | Педро Спаярі (47.05) Марсело Черігіні (45.83) Себастьян Сабо (46.26) Алессандро Мірессі (45.79)           | Aqua Centurions · Бразилія · Бразилія · Угорщина · Італія                   | 24 жовтня 2020    | Будапешт   |        |
| 19   | 3:04.94 | Педро Спаярі (46.88) Марсело Черігіні (45.67) Себастьян Сабо (46.26) Алессандро Мірессі (46.13)           | Aqua Centurions · Бразилія · Бразилія · Угорщина · Італія                   | 1 листопада 2020  | Будапешт   |        |
| 20   | 3:04.98 | Грегорі Малле (47.41) Фаб'ян Жіло (44.92) Вільям Мейнар (47.65) Фредерік Буске (45.00)                    | Франція                                                                     | 20 грудня 2008    | Істр       | [ 44 ] |
| 20   | 3:04.98 | Кацпер Майхшак (46.74) Джастін Ресс (45.86) Марцін Цесляк (47.47) Кайлеб Дрессел (44.91)                  | Cali Condors · Польща · США · Польща · США                                  | 15 листопада 2020 | Будапешт   | [ 42 ] |
| 22   | 3:05.05 | Кайл Чалмерс (45.69) Накамура Кацумі (46.31) Ділан Картер (46.04) Edward Mildred (47.01)                  | London Roar · Австралія · Японія · Trinidad and Tobago · Велика Британія    | 11 вересня 2021   | Неаполь    | [ 45 ] |
| 23   | 3:05.09 | Дрю Кіблер (46.84) Шейн Касас (45.90) Карсон Фостер (46.58) Кіаран Сміт (45.77)                           | США                                                                         | 13 грудня 2022    | Мельбурн   | [ 18 ] |
| 24   | 3:05.11 | Кемерон Макевой (47.49) Кайл Чалмерс (45.55) Юрі Кісіл (46.68) Данкан Скотт (45.39)                       | London Roar · Австралія · Австралія · Канада · Велика Британія              | 20 грудня 2019    | Лас-Вегас  |        |
| 25   | 3:05.15 | Матеус Сантана (46.83) Марсело Черігіні (46.37) Сезар Сьєло Фільйо (46.34) Брено Коррея (45.61)           | Бразилія                                                                    | 11 грудня 2018    | Ханчжоу    | [ 36 ] |

### Жінки на довгій воді
- Актуально станом на липень 2023[20]

| Міс. | Час     | Плавчиня                                                                                        | Країна     | Дата           | Місце          | Пос.   |
| ---- | ------- | ----------------------------------------------------------------------------------------------- | ---------- | -------------- | -------------- | ------ |
| 1    | 3:27.96 | Моллі О'Каллаган (52.08) Шейна Джек (51.69) Меґ Гарріс (52.29) Емма Маккеон (51.90)             | Австралія  | 23 липня 2023  | Фукуока        | [ 21 ] |
| 2    | 3:29.69 | Бронте Кемпбелл (53.01) Меґ Гарріс (53.09) Емма Маккеон (51.35) Кейт Кемпбелл (52.24)           | Австралія  | 25 липня 2021  | Токіо          | [ 46 ] |
| 3    | 3:30.05 | Шейна Джек (54.03) Бронте Кемпбелл (52.03) Емма Маккеон (52.99) Кейт Кемпбелл (51.00)           | Австралія  | 5 квітня 2018  | Голд-Кост      |        |
| 4    | 3:30.21 | Бронте Кемпбелл (52.85) Бріанна Тросселл (53.34) Емма Маккеон (52.57) Кейт Кемпбелл (51.45)     | Австралія  | 21 липня 2019  | Кванджу        |        |
| 5    | 3:30.64 | Медісон Вілсон (53.22) Шейна Джек (52.72) Моллі О'Каллаган (52.66) Емма Маккеон (52.04)         | Австралія  | 30 липня 2022  | Бірмінгем      |        |
| 6    | 3:30.65 | Емма Маккеон (53.41) Бріттані Елмслі (53.12) Бронте Кемпбелл (52.15) Кейт Кемпбелл (51.97)      | Австралія  | 6 серпня 2016  | Ріо-де-Жанейро |        |
| 7    | 3:30.95 | Моллі О'Каллаган (52.70) Медісон Вілсон (52.60) Меґ Гарріс (53.00) Шейна Джек (52.65)           | Австралія  | 18 червня 2022 | Будапешт       |        |
| 8    | 3:30.98 | Бронте Кемпбелл (53.15) Мелані Скленджер (52.76) Емма Маккеон (52.91) Кейт Кемпбелл (52.16)     | Австралія  | 24 липня 2014  | Глазго         |        |
| 9    | 3:31.02 | Меллорі Комерфорд (52.98) Еббі Вейтцейл (52.66) Келсі Воррелл (53.46) Сімоне Мануель (51.92)    | США        | 21 липня 2019  | Кванджу        |        |
| 10   | 3:31.48 | Емілі Сібом (53.92) Емма Маккеон (53.57) Бронте Кемпбелл (51.77) Кейт Кемпбелл (52.22)          | Австралія  | 2 серпня 2015  | Казань         |        |
| 11   | 3:31.52 | Шейна Джек (52.28) Бріанна Тросселл (53.95) Меґ Гарріс (52.55) Медісон Вілсон (52.76)           | Австралія  | 23 липня 2023  | Фукуока        | [ 47 ] |
| 12   | 3:31.58 | Емілі Сібом (54.56) Шейна Джек (53.10) Емма Маккеон (52.56) Кейт Кемпбелл (51.36)               | Австралія  | 9 серпня 2018  | Токіо          |        |
| 13   | 3:31.72 | Інґе Деккер (53.61) Раномі Кромовідьойо (52.30) Фемке Гемскерк (53.03) Марлен Велдгойс (52.78)  | Нідерланди | 26 липня 2009  | Рим            |        |
| 13   | 3:31.72 | Меллорі Комерфорд (52.59) Келсі Воррелл (53.16) Кейті Ледекі (53.83) Сімоне Мануель (52.14)     | США        | 23 липня 2017  | Будапешт       |        |
| 15   | 3:31.73 | Моллі О'Каллаган (53.08) Меґ Гарріс (52.73) Медісон Вілсон (53.10) Бронте Кемпбелл (52.82)      | Австралія  | 24 липня 2021  | Токіо          |        |
| 16   | 3:31.78 | Кайла Санчес (53.72) Тейлор Рак (52.19) Пенні Олексяк (52.69) Меґґі Мак-Ніл (53.18)             | Канада     | 21 липня 2019  | Кванджу        |        |
| 17   | 3:31.83 | Брітта Штеффен (52.22) Даніела Самульскі (53.49) Петра Даллманн (53.75) Даніела Шрайбер (52.37) | Німеччина  | 26 липня 2009  | Рим            |        |
| 18   | 3:31.89 | Сімоне Мануель (53.36) Еббі Вейтцейл (52.56) Дана Воллмер (53.18) Кейті Ледекі (52.79)          | США        | 6 серпня 2016  | Ріо-де-Жанейро |        |
| 19   | 3:31.93 | Gretchen Walsh (54.06) Еббі Вейтцейл (52.71) Олівія Смоліга (52.88) Кейт Дуглас (52.28)         | США        | 23 липня 2023  | Фукуока        | [ 21 ] |
| 20   | 3:32.01 | Шейна Джек (53.75) Бронте Кемпбелл (52.14) Бріттані Елмслі (53.83) Емма Маккеон (52.29)         | Австралія  | 23 липня 2017  | Будапешт       |        |
| 21   | 3:32.15 | Кайла Санчес (53.45) Тейлор Рак (52.92) Меґґі Мак-Ніл (53.27) Пенні Олексяк (52.51)             | Канада     | 18 червня 2022 | Будапешт       |        |
| 22   | 3:32.31 | Міссі Франклін (53.51) Наталі Коглін (52.98) Шеннон Вріленд (53.22) Меґан Романо (52.60)        | США        | 28 липня 2013  | Barcelona      |        |
| 23   | 3:32.39 | Медісон Вілсон (54.11) Бріттані Елмслі (53.22) Бронте Кемпбелл (53.26) Кейт Кемпбелл (51.80)    | Австралія  | 6 серпня 2016  | Ріо-де-Жанейро |        |
| 24   | 3:32.40 | Чен Юйцзє (53.36) Ян Цзюньсюань (53.53) У Цінфен (52.64) Чжан Юйфей (52.84)                     | Китай      | 23 липня 2023  | Фукуока        | [ 21 ] |
| 25   | 3:32.43 | Кейт Кемпбелл (52.33) Бронте Кемпбелл (53.47) Емма Маккеон (53.19) Алісія Кауттс (53.44)        | Австралія  | 28 липня 2013  | Barcelona      |        |

### Жінки на короткій воді
- Актуально станом на грудень 2022[22]

| Міс. | Час     | Плавчиня                                                                                            | Країна або клуб                                                                                   | Дата              | Місце     | Пос.   |
| ---- | ------- | --------------------------------------------------------------------------------------------------- | ------------------------------------------------------------------------------------------------- | ----------------- | --------- | ------ |
| 1    | 3:25.37 | Шівон Хогі (50.94) Пернілле Блуме (51.59) Фемке Гемскерк (51.29) Сара Шестрем (51.55)               | Energy Standard · Шаблон:Дані країни Hong Kong · Данія · Нідерланди · Швеція                      | 21 листопада 2020 | Будапешт  |        |
| 2    | 3:25.43 | Моллі О'Каллаган (52.19) Медісон Вілсон (51.28) Меґ Гарріс (52.00) Емма Маккеон (49.96)             | Австралія                                                                                         | 13 грудня 2022    | Мельбурн  | [ 48 ] |
| 3    | 3:25.82 | Шівон Хогі (51.35) Пернілле Блуме (51.67) Фемке Гемскерк (51.53) Сара Шестрем (51.27)               | Energy Standard · Шаблон:Дані країни Hong Kong · Данія · Нідерланди · Швеція                      | 14 листопада 2020 | Будапешт  |        |
| 4    | 3:26.29 | Торрі Гаск (51.73) Кейт Дуглас (51.17) Клер Курзан (51.59) Еріка Браун (51.80)                      | США                                                                                               | 13 грудня 2022    | Мельбурн  | [ 48 ] |
| 5    | 3:26.48 | Пенні Олексяк (52.89) Сара Шестрем (51.45) Кайла Санчес (51.60) Фемке Гемскерк (51.44)              | Energy Standard · Канада · Швеція · Канада · Нідерланди                                           | 20 грудня 2019    | Лас-Вегас |        |
| 6    | 3:26.53 | Інґе Деккер (52.39) Фемке Гемскерк (50.58) Мод ван дер Мер (52.55) Раномі Кромовідьойо (51.01)      | Нідерланди                                                                                        | 5 грудня 2014     | Доха      |        |
| 7    | 3:26.55 | Пенні Олексяк (52.06) Сара Шестрем (51.41) Кайла Санчес (51.56) Фемке Гемскерк (50.62)              | Energy Standard · Канада · Швеція · Канада · Нідерланди                                           | 23 листопада 2019 | Лондон    |        |
| 8    | 3:26.64 | Анна Гопкін (51.98) Maria Kamaneva (51.90) Марі Ваттель (51.77) Фрея Андерсон (50.99)               | London Roar · Велика Британія · Росія · Франція · Велика Британія                                 | 14 листопада 2020 | Будапешт  |        |
| 9    | 3:26.71 | Бронте Кемпбелл (52.58) Емма Маккеон (51.43) Марі Ваттель (52.13) Кейт Кемпбелл (50.56)             | London Roar · Австралія · Австралія · Франція · Австралія                                         | 20 грудня 2019    | Лас-Вегас |        |
| 10   | 3:27.09 | Беріль Гастальделло (52.17) Анастасія Горбенко (51.99) Андреа Мурез (51.58) Еббі Вейтцейл (51.35)   | LA Current · Франція · Шаблон:Дані країни Israel · Шаблон:Дані країни Israel · США                | 21 листопада 2020 | Будапешт  |        |
| 11   | 3:27.17 | Фрея Андерсон (51.43) Maria Kamaneva (52.24) Марі Ваттель (52.22) Анна Гопкін (51.28)               | London Roar · Велика Британія · Росія · Франція · Велика Британія                                 | 21 листопада 2020 | Будапешт  |        |
| 12   | 3:27.44 | Еббі Вейтцейл (51.99) Медісон Вілсон (51.71) Анастасія Горбенко (51.85) Беріль Гастальделло (51.81) | LA Current · США · Австралія · Шаблон:Дані країни Israel · Франція                                | 20 листопада 2021 | Ейндговен |        |
| 13   | 3:27.48 | Анна Гопкін (52.08) Фрея Андерсон (51.52) Maria Kamaneva (52.11) Марі Ваттель (51.77)               | London Roar · Велика Британія · Велика Британія · Росія · Франція                                 | 30 жовтня 2020    | Будапешт  |        |
| 13   | 3:27.65 | Олівія Смоліга (52.35) Келсі Воррелл (51.94) Наталі Гіндс (51.74) Меллорі Комерфорд (51.62)         | Cali Condors · США · США · США · США                                                              | 20 грудня 2019    | Лас-Вегас |        |
| 13   | 3:27.65 | Шівон Хогі (51.32) Фемке Гемскерк (51.63) Фанні Теййонсала (52.91) Сара Шестрем (51.79)             | Energy Standard · Шаблон:Дані країни Hong Kong · Нідерланди · Шаблон:Дані країни Finland · Швеція | 18 вересня 2021   | Неаполь   |        |
| 16   | 3:27.70 | Наталі Коглін (52.25) Еббі Вейтцейл (51.57) Медісон Кеннеді (51.82) Шеннон Вріленд (52.06)          | США                                                                                               | 5 грудня 2014     | Доха      |        |
| 17   | 3:27.73 | Фемке Гемскерк (52.49) Шівон Хогі (50.70) Фанні Теййонсала (52.81) Сара Шестрем (51.73)             | Energy Standard · Нідерланди · Шаблон:Дані країни Hong Kong · Шаблон:Дані країни Finland · Швеція | 25 листопада 2021 | Ейндговен |        |
| 18   | 3:27.77 | Анастасія Горбенко (52.59) Andi Murez (51.69) Aly Tetzloff (52.46) Еббі Вейтцейл (51.03)            | LA Current · Шаблон:Дані країни Israel · Шаблон:Дані країни Israel · США · США                    | 30 жовтня 2020    | Будапешт  |        |
| 19   | 3:27.78 | Олівія Смоліга (52.71) Лія Ніл (52.58) Меллорі Комерфорд (51.09) Келсі Воррелл (51.40)              | США                                                                                               | 11 грудня 2018    | Ханчжоу   |        |
| 20   | 3:27.87 | Шівон Хогі (51.06) Фемке Гемскерк (51.88) Фанні Теййонсала (53.08) Сара Шестрем (51.85)             | Energy Standard · Шаблон:Дані країни Hong Kong · Нідерланди · Шаблон:Дані країни Finland · Швеція | 3 грудня 2021     | Ейндговен |        |
| 21   | 3:27.90 | Джанетт Оттесен (53.31) Емма Маккеон (51.03) Марі Ваттель (52.71) Кейт Кемпбелл (50.85)             | London Roar · Данія · Австралія · Франція · Австралія                                             | 19 жовтня 2019    | Льюїсвілл |        |
| 22   | 3:28.01 | Кайла Санчес (52.18) Мішель Колеман (51.49) Луїс Ганссон (52.32) Катажина Васік (52.02)             | Toronto Titans · Канада · Швеція · Швеція · Польща                                                | 9 вересня 2021    | Неаполь   |        |
| 23   | 3:28.02 | Кім Буш (53.19) Фемке Гемскерк (50.93) Маайке де-Ваард (53.13) Раномі Кромовідьойо (50.77)          | Нідерланди                                                                                        | 11 грудня 2018    | Ханчжоу   |        |
| 24   | 3:28.04 | Емма Маккеон (51.36) Марі Ваттель (52.32) Кіра Туссен (52.34) Фрея Андерсон (52.02)                 | London Roar · Австралія · Франція · Нідерланди · Велика Британія                                  | 13 листопада 2021 | Ейндговен |        |
| 25   | 3:28.06 | Rebecca Smith (52.68) Тейлор Рак (51.49) Меґґі Мак-Ніл (51.11) Кетрін Савард (52.78)                | Канада                                                                                            | 13 грудня 2022    | Мельбурн  | [ 49 ] |

### Змішані на довгій воді
- Актуально станом на лютий 2024[50]

| Міс. | Час     | Плавець(чиня)                                                                                         | Країна                     | Дата           | Місце     | Пос.   |
| ---- | ------- | --- | -------------------------- | -------------- | --------- | ------ |
| 1    | 3:18.83 | Джек Картрайт (48.14) Кайл Чалмерс (47.25) Шейна Джек (51.73) Моллі О'Каллаган (51.71)                | Австралія                  | 29 липня 2023  | Фукуока   | [ 27 ] |
| 2    | 3:19.38 | Джек Картрайт (48.12) Кайл Чалмерс (46.98) Медісон Вілсон (52.25) Моллі О'Каллаган (52.03)            | Австралія                  | 24 червня 2022 | Будапешт  | [ 28 ] |
| 3    | 3:19.40 | Кайлеб Дрессел (47.34) Зак Еппл (47.34) Меллорі Комерфорд (52.72) Сімоне Мануель (52.00)              | США                        | 27 липня 2019  | Кванджу   |        |
| 4    | 3:19.60 | Кайлеб Дрессел (47.22) Натан Едрієн (47.49) Меллорі Комерфорд (52.71) Сімоне Мануель (52.18)          | США                        | 29 липня 2017  | Будапешт  |        |
| 5    | 3:19.97 | Кайл Чалмерс (47.37) Клайд Льюїс (48.18) Емма Маккеон (52.06) Бронте Кемпбелл (52.36)                 | Австралія                  | 27 липня 2019  | Кванджу   |        |
| 6    | 3:20.61 | Джошуа Льєндо (48.02) Хав'єр Асеведо (47.96) Кайла Санчес (52.52) Пенні Олексяк (52.11)               | Канада                     | 24 червня 2022 | Будапешт  | [ 28 ] |
| 7    | 3:20.82 | Джек Алексі (47.68) Matt King (47.78) Еббі Вейтцейл (52.94) Кейт Дуглас (52.42)                       | США                        | 29 липня 2023  | Фукуока   | [ 27 ] |
| 8    | 3:21.09 | Раян Гелд (47.93) Брукс Керрі (47.72) Торрі Гаск (52.70) Клер Курзан (52.84)                          | США                        | 24 червня 2022 | Будапешт  | [ 28 ] |
| 9    | 3:21.18 | William Yang (48.80) Кайл Чалмерс (47.55) Моллі О'Каллаган (52.62) Емма Маккеон (52.21)               | Австралія                  | 29 липня 2022  | Бірмінгем | [ 51 ] |
| 9    | 3:21.18 | Пань Чжаньле (47.29) Wang Haoyu (47.41) Лі Бінцзє (53.11) Юй Їтін (53.37)                             | Китай                      | 17 лютого 2024 | Доха      | [ 29 ] |
| 11   | 3:21.68 | Метт Річардс (47.83) Данкан Скотт (47.46) Анна Гопкін (53.30) Фрея Андерсон (53.09)                   | Велика Британія            | 29 липня 2023  | Фукуока   | [ 27 ] |
| 12   | 3:21.78 | Kai Taylor (48.01) Джек Картрайт (47.90) Шейна Джек (52.38) Бріанна Тросселл (53.49)                  | Австралія                  | 17 лютого 2024 | Доха      | [ 29 ] |
| 13   | 3:21.81 | Бен Схвітерс (49.12) Кайл Стольк (47.80) Фемке Гемскерк (52.33) Раномі Кромовідьойо (52.56)           | Нідерланди                 | 29 липня 2017  | Будапешт  |        |
| 14   | 3:21.88 | Флінн Саутем (48.69) Джек Картрайт (47.81) Медісон Вілсон (52.98) Меґ Гарріс (52.40)                  | Австралія                  | 29 липня 2023  | Фукуока   | [ 52 ] |
| 15   | 3:22.07 | Жеремі Страв'юс (48.81) Мегді Метелла (47.45) Марі Ваттель (53.47) Шарлотт Бонне (52.34)              | Франція                    | 8 серпня 2018  | Лондон    |        |
| 15   | 3:22.07 | Данкан Скотт (48.20) Томас Дін (48.11) Анна Гопкін (52.88) Фрея Андерсон (52.88)                      | Велика Британія            | 22 травня 2021 | Будапешт  | [ 30 ] |
| 17   | 3:22.11 | Клеман Міньйон (48.44) Мегді Метелла (47.78) Шарлотт Бонне (52.87) Марі Ваттель (53.02)               | Франція                    | 27 липня 2019  | Кванджу   |        |
| 18   | 3:22.14 | Флінн Саутем (49.21) Зак Інсерті (48.02) Меґ Гарріс (52.59) Медісон Вілсон (52.32)                    | Австралія                  | 29 липня 2022  | Бірмінгем |        |
| 19   | 3:22.26 | Стан Пейненбург (48.55) Єссе Пютс (48.39) Раномі Кромовідьойо (53.59) Фемке Гемскерк (51.73)          | Нідерланди                 | 22 травня 2021 | Будапешт  |        |
| 20   | 3:22.28 | Гантер Армстронґ (47.83) Matt King (47.78) Клер Курзан (53.82) Кейт Дуглас (52.85)                    | США                        | 17 лютого 2024 | Доха      | [ 29 ] |
| 21   | 3:22.44 | Том Дін (48.25) Льюїс Беррас (47.86) Анна Гопкін (53.27) Фрея Андерсон (53.06)                        | Велика Британія            | 24 червня 2022 | Будапешт  | [ 28 ] |
| 22   | 3:22.45 | Льюїс Беррас (48.28) Том Дін (48.12) Анна Гопкін (53.27) Фрея Андерсон (52.78)                        | Шаблон:Дані країни England | 29 липня 2022  | Бірмінгем | [ 51 ] |
| 23   | 3:22.54 | Маркус Тормеєр (48.84) Юрі Кісіл (48.58) Тейлор Рак (53.12) Пенні Олексяк (52.00)                     | Канада                     | 27 липня 2019  | Кванджу   |        |
| 24   | 3:22.64 | Алессандро Мірессі (47.63) Томас Чеккон (47.59) Федеріка Пеллегріні (53.58) Сільвія ді П'єтро (53.84) | Італія                     | 22 травня 2021 | Будапешт  | [ 30 ] |
| 25   | 3:22.70 | Блейк П'єроні (48.15) Натан Едрієн (47.67) Кейті Маклафлін (53.96) Еббі Вейтцейл (52.92)              | США                        | 27 липня 2019  | Кванджу   |        |

### Змішані на короткій воді
- Актуально станом на грудень 2021[53]

| Міс. | Час     | Плавець(чиня)                                     | Країна або клуб                                                           | Дата              | Місце     | Пос. |
| ---- | ------- | ------------------------------------------------- | ------------------------------------------------------------------------- | ----------------- | --------- | ---- |
| 1    | 3:11.97 |                                                   | Queensland · Австралія                                                    | 6 жовтня 2019     | Канберра  |      |
| 2    | 3:12.43 |                                                   | New South Wales · Австралія                                               | 6 жовтня 2019     | Канберра  |      |
| 3    | 3:14.21 | Євген Рилов Флоран Маноду Сара Шестрем Шівон Хогі | Energy Standard · Росія · Франція · Швеція · Шаблон:Дані країни Hong Kong | 22 листопада 2020 | Будапешт  |      |
| 4    | 3:14.72 |                                                   | Cali Condors                                                              | 22 листопада 2020 | Будапешт  |      |
| 5    | 3:14.96 |                                                   | Cali Condors                                                              | 16 листопада 2020 | Будапешт  |      |
| 6    | 3:15.11 |                                                   | Energy Standard                                                           | 22 листопада 2020 | Будапешт  |      |
| 7    | 3:15.17 |                                                   | London Roar                                                               | 15 листопада 2020 | Будапешт  |      |
| 8    | 3:15.56 |                                                   | Energy Standard                                                           | 15 листопада 2020 | Будапешт  |      |
| 9    | 3:15.62 |                                                   | LA Current                                                                | 16 листопада 2020 | Будапешт  |      |
| 10   | 3:15.90 |                                                   | Victoria · Австралія                                                      | 6 жовтня 2019     | Канберра  |      |
| 11   | 3:15.91 |                                                   | Energy Standard                                                           | 6 листопада 2020  | Будапешт  |      |
| 12   | 3:15.97 |                                                   | Energy Standard                                                           | 21 грудня 2019    | Лас-Вегас |      |
| 3    | 3:16.03 |                                                   | London Roar                                                               | 21 грудня 2019    | Лас-Вегас |      |
| 14   | 3:16.04 |                                                   | London Roar                                                               | 24 листопада 2019 | Лондон    |      |
| 15   | 3:16.14 |                                                   | Cali Condors                                                              | 10 листопада 2020 | Будапешт  |      |
| 16   | 3:16.22 |                                                   | Energy Standard                                                           | 17 жовтня 2020    | Будапешт  |      |
| 17   | 3:16.38 |                                                   | Aqua Centurions                                                           | 24 листопада 2019 | Лондон    |      |
| 18   | 3:16.68 |                                                   | LA Current                                                                | 22 листопада 2020 | Будапешт  |      |
| 19   | 3:16.81 |                                                   | Energy Standard                                                           | 10 листопада 2020 | Будапешт  |      |
| 20   | 3:16.84 |                                                   | London Roar                                                               | 6 листопада 2020  | Будапешт  |      |
| 20   | 3:16.84 |                                                   | London Roar                                                               | 22 листопада 2020 | Будапешт  |      |
| 22   | 3:16.96 |                                                   | Cali Condors                                                              | 6 листопада 2020  | Будапешт  |      |
| 23   | 3:16.99 |                                                   | Energy Standard                                                           | 2 листопада 2020  | Будапешт  |      |
| 24   | 3:17.05 |                                                   | London Roar                                                               | 17 жовтня 2019    | Будапешт  |      |
| 25   | 3:17.19 |                                                   | LA Current                                                                | 31 жовтня 2020    | Будапешт  |      |